# Mężczyzna z szablą szermierczą

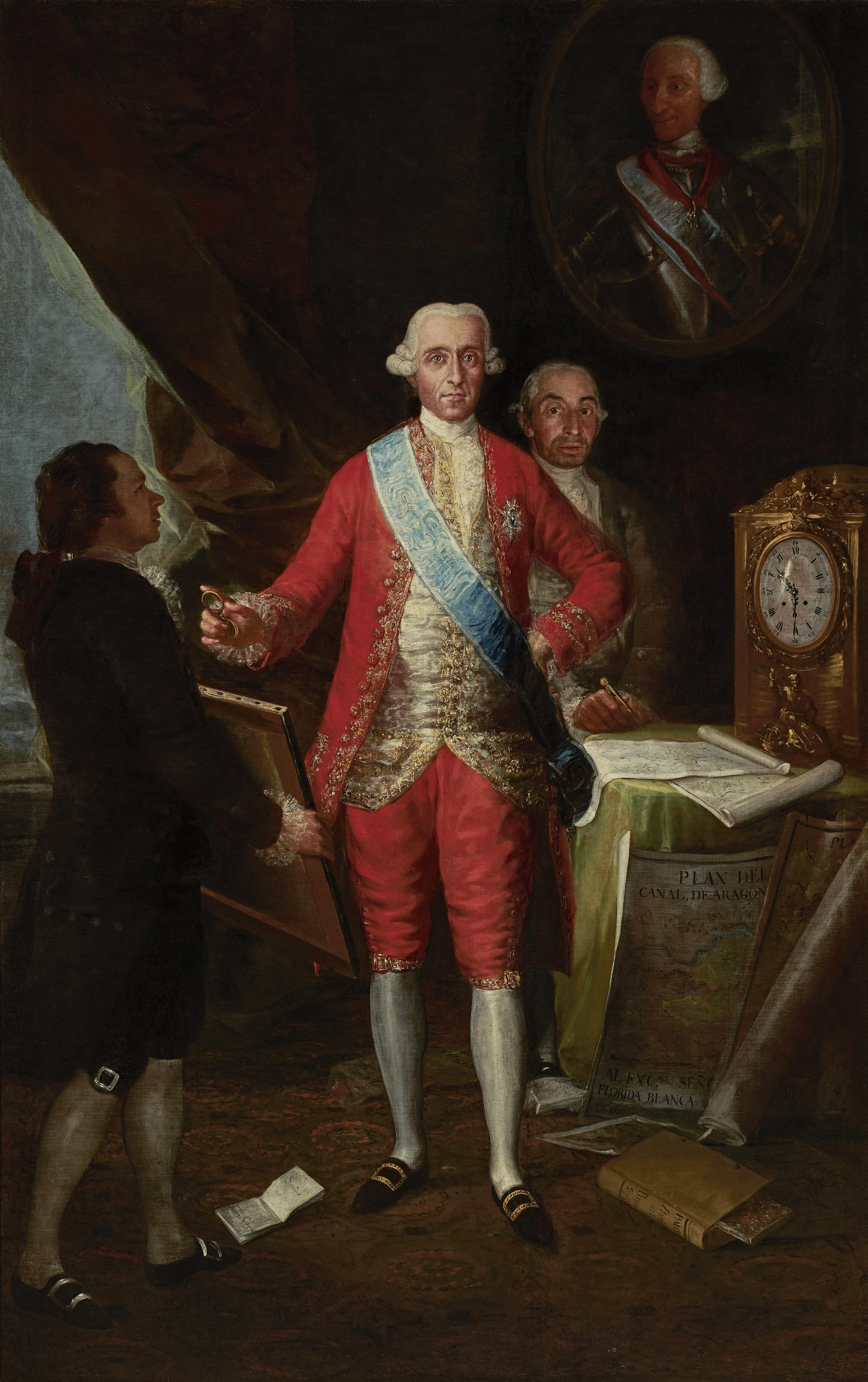
Hrabia Floridablanca, Goya, 1783 – mężczyzna z portretu z szablą stoi po prawej stronie hrabiego Floridablanki

Mężczyzna z szablą szermierczą lub Portret Francesca Sabatiniego (hiszp. Francisco Sabatini, Hombre con un sable de esgrima lub Retrato de hombre con florete) – obraz olejny hiszpańskiego malarza Francisca Goi (1746–1828). Portret prawdopodobnie przedstawia architekta Francesca Sabatiniego (1722–1797) lub osobę z otoczenia hrabiego Floridablanki.

## Identyfikacja postaci
Obraz był znany pod tytułem Mężczyzna z szablą szermierczą do czasu, kiedy Folke Nordström zidentyfikował postać jako architekta Francesca Sabatiniego. Ta identyfikacja nie jest pewna; według Juana J. Luny, doktora filozofii i profesora na Wydziale Sztuk Pięknych Uniwersytetu Complutense w Madrycie, portret może przedstawiać sekretarza hrabiego Floridablanki lub osobę pełniącą różne funkcje na dworze, np. nauczyciela szermierki.
José Gudiol wskazuje, że ta sama postać pojawia się na portrecie Hrabia Floridablanca Goi z 1782 roku, jako stojący po prawej stronie mężczyzna z cyrklem w ręce. Również na tym obrazie identyfikacja postaci sprawia trudności – proponowano Francesca Sabatiniego, ale także innych związanych z projektami hrabiego architektów: Venturę Rodrígueza i Juana de Villanueva. Często wskazywany jest także inżynier wojskowy współpracujący przy budowie Kanału Aragońskiego, Julián Sánchez Bort lub osobisty sekretarz hrabiego, Vicente Bermúdez.

## Opis obrazu
Postać została przedstawiona w trzech czwartych, na neutralnym tle. Ma na sobie ciemny kaftan, a w ubiorze wyróżniają się koronkowe mankiety i kołnierzyk namalowane szybkimi pociągnięciami pędzla. W prawej ręce mocno trzyma szablę szermierską, która poprzecznie przecina kompozycję. Lewa ręka jest częściowo ukryta w połach kaftana – jest to często stosowany przez Goyę zabieg, dzięki któremu nie musiał malować pracochłonnych i podnoszących cenę obrazu dłoni. Głowa mężczyzny jest oświetlona silnym strumieniem światła, tworzącym w tle jasną aureolę podkreślającą i uwydatniającą rysy jego twarzy. Jasne oblicze i ręce kontrastują z ciemnym barwami tła i kaftana. Uwagę zwracają błyszczące oczy o intensywnym spojrzeniu, które wydaje się nieufne.

## Proweniencja
Obraz znajdował się w kolekcji prywatnej w Madrycie, skąd trafił do zbioru Wildenstein w Nowym Jorku. W 1967 zakupiło go Meadows Museum w Dallas, gdzie obecnie się znajduje.